# Гартвіґ Ґаудер
Гартвіґ Ґаудер  (нім. Hartwig Gauder; 10 листопада 1954 — 22 квітня 2020) — німецький легкоатлет, олімпійський чемпіон.

## Виступи на Олімпіадах
| Олімпіада      | Дисципліна      | Місце |
| -------------- | --------------- | ----- |
| Москва 1980    | ходьба на 50 км | 1     |
| Сеул 1988      | ходьба на 50 км | 3     |
| Барселона 1992 | ходьба на 50 км | 6     |